# Augeron (cheval)
Vous lisez un « bon article » labellisé en 2012.
Pour l’article homonyme, voir Augeron.
L’Augeron, également nommé Caennais ou Virois, est une ancienne race de grands chevaux de trait français originaire du pays d'Auge, fortement influencée par le Percheron, et de robe généralement grise, plus rarement noire. Elle doit son inscription comme race distincte par la Société hippique du trait augeron à la rigueur des éleveurs du Percheron, qui ont longtemps refusé l’inscription des chevaux nés hors du Perche à leur registre généalogique.
L'Augeron est désigné comme une race dérivée du Percheron en 1930, et inclus au registre de cette dernière race en 1966. Bien qu'il ait officiellement disparu, l'élevage du Percheron dans le pays d'Auge perdure, de même que le Syndicat du Trait Augeron.

## Histoire

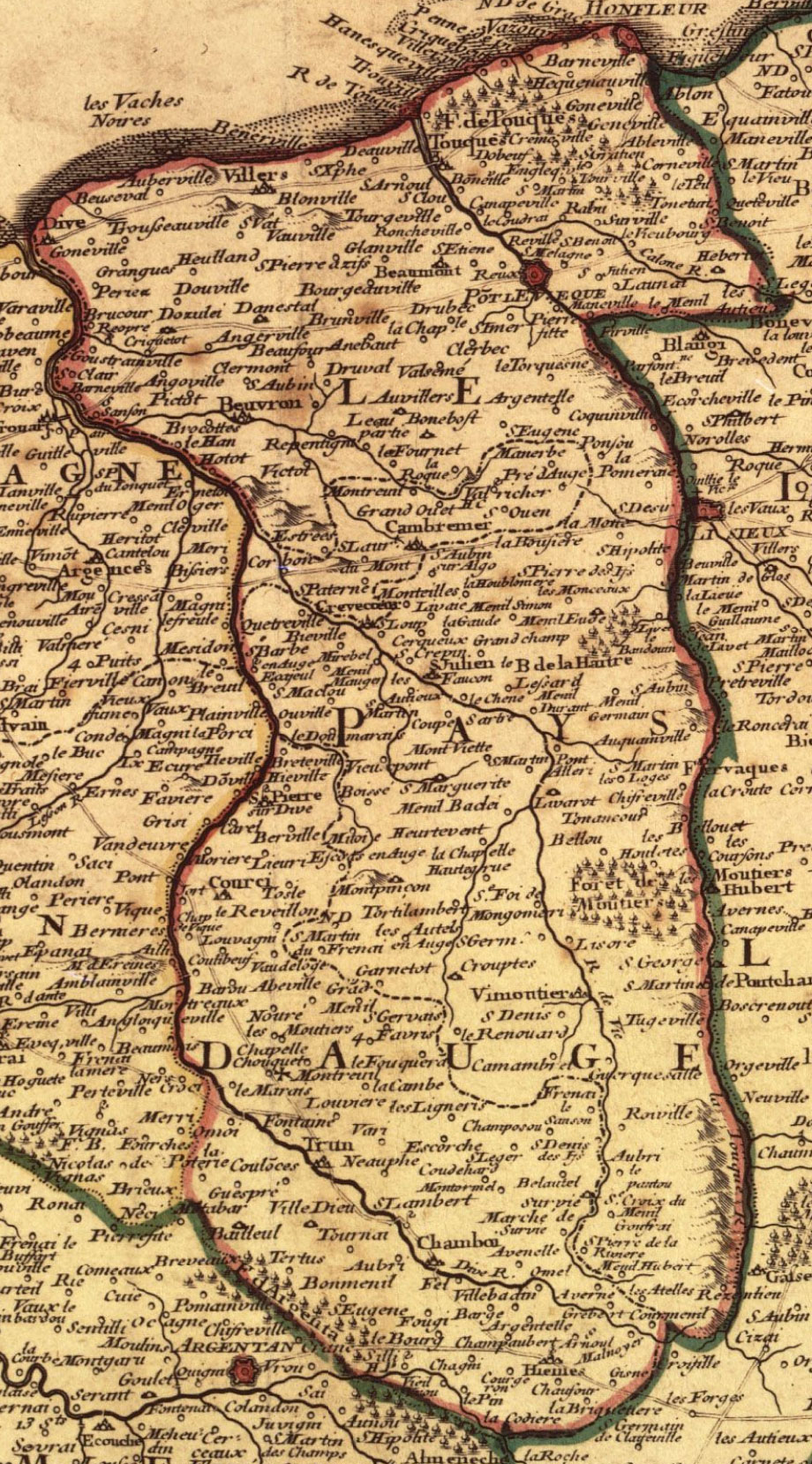
Localisation du pays d'Auge.

Le statut de race a plusieurs fois été débattu pour le cheval Augeron, puisqu'il s'agit à l'origine de chevaux Percheron élevés dans le pays d'Auge, qui se sont légèrement modifiés au fil des années sous l'influence du sol et du climat. Son existence comme race séparée s'étend entre 1913 et 1966. Bien que plusieurs spécialistes regroupent les chevaux Caennais et Virois avec l'Augeron, l'ingénieur agronome Paul Diffloth dissocie les trois dans son ouvrage paru en 1904.

### XIXesiècle
Au XIXe siècle, selon Jean-Henri Magne, l'existence de cette population de chevaux est, malgré leur popularité, « généralement passée sous silence par les auteurs » . À Paris, ils sont nommés des « Caennais » ou des « Virois », en fonction de leur provenance.
Ces chevaux sont vendus aux foires d'Argences et de Bayeux vers le Nord et l'Est de la Basse-Normandie. Les poulains sont vendus aux cultivateurs des plaines, et du côté de Bernay, une partie d'entre eux arrivent dans le pays de Caux, la Beauce et la Brie. Des poulains Boulonnais envoyés dans le pays d'Auge peuvent être ensuite vendus, à tort, comme des Augerons ; Georges Bonnefont estime d'ailleurs que la race dite « Augeron » est en réalité constituée de chevaux Boulonnais élevés dans le pays d'Auge.
Sans avoir d'originalité dans son modèle, ce cheval est remarqué plusieurs fois pour son homogénéité et sa beauté, et estimé de grande valeur.
En 1858, il se vend de 600 à 1 200 francs.

### XXesiècle

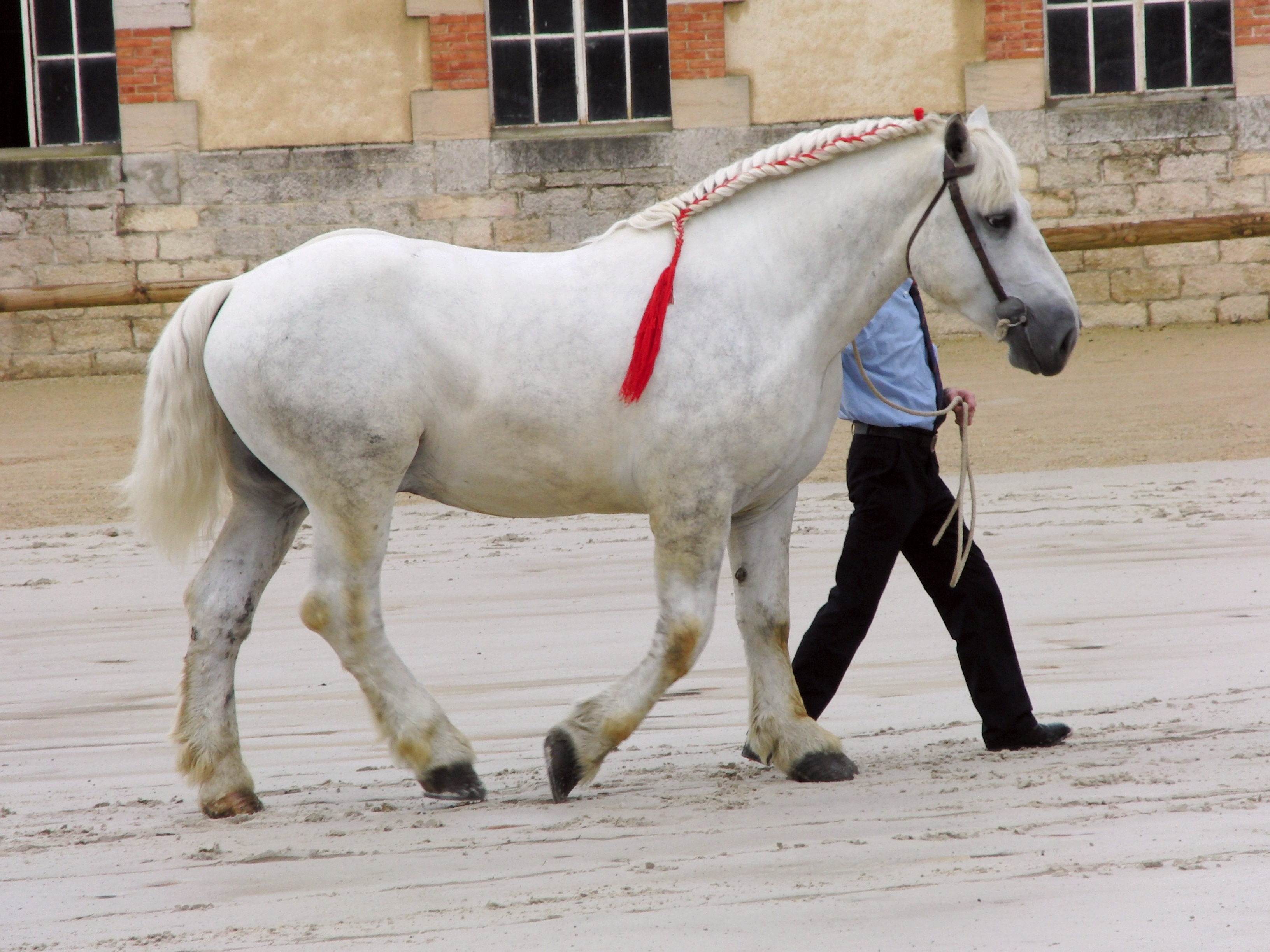
Un Percheron, race avec laquelle les chevaux augerons ont été fusionnés en 1966.

La « Société hippique du trait augeron » se constitue en 1913 entre les éleveurs du pays d'Auge, afin d'inscrire ces chevaux dans un registre généalogique particulier. Une raison est à chercher dans la volonté de protection du berceau d'élevage des chevaux Percheron : seuls les animaux nés dans le Perche ont longtemps eu droit à l'inscription dans le registre officiel de la race, et par-là, à la dénomination « Percheron », ce qui exclut des populations de chevaux de trait proches, mais nées dans d'autres régions, comme le trait du Maine et l'Augeron,.
En 1924, la race compte 2 300 représentants. En 1930, un classement savant établit que deux races de chevaux de trait français ayant leur propre registre, le trait Augeron et le trait du Maine, sont des variétés du Percheron. L'Augeron décline en nombre dans les années 1950, comme toutes les races de trait affectées par la motorisation de l'agriculture. Finalement, il est fusionné avec le Percheron en 1966, en même temps que le trait du Maine, le Berrichon, le Nivernais, le Bourbonnais, le trait de la Loire et le trait de Saône-et-Loire,,,.
Cela n'empêche pas les éleveurs de Percherons du pays d'Auge de rester en activité. En 1982 est créée l'« Association régionale pour la relance de l'élevage du cheval lourd en Normandie » ; neuf ans plus tard, cette association change son nom en « Association pour la relance du cheval de trait en Basse-Normandie », et change aussi de présidence, en élisant M. Spruytte, qui dirige le syndicat du trait Augeron, promouvant l'attelage et les activités sportives avec le cheval de trait. Depuis septembre 1997, elle est dirigée par M. Hurel, secrétaire du syndicat du trait Augeron depuis 18 ans.

## Description
C'est un cheval énergique, fort et bien découplé, de haute taille,,, soit de 1,58 m à 1,70 m, ; les chevaux des environs de Vire, les Virois, sont plus petits. La race ressemble beaucoup au Percheron, et se distingue du Boulonnais en ce qu'elle est plus élancée et plus légère. L'Augeron est également décrit comme plus grand que le Merlerault, et plus distingué que le cheval du Cotentin.

### Morphologie
Il est massif et très solidement constitué, mais plus souvent long et élancé que court et trapu. Eugène Gayot le décrit, en 1861, comme un cheval distingué aux formes agréables, Jean-Henri Magne ajoute qu'il se distingue aussi par la finesse de sa peau, et évoque un solide cheval pesant 715 kg, dont les harnais, collier, sellette et courroies pèsent pour 90 kg, et le collier seul, 40 kg.
Albert Maumené cite le standard de la race tel qu'il est établi en 1930. La tête est de taille moyenne, avec un front large et un chanfrein très légèrement creux. Les oreilles grandes et souvent bien plantées, sont proches de celles du Percheron. L'encolure est d'une longueur moyenne, musclée et peu relevée. La crinière est peu fournie, et tombe généralement d'un seul côté de l'encolure (crinière simple). Le poitrail est large et descendu, le garrot bien dessiné. Les angles d'attaches des cuisses et des épaules permettent les allures allongées. Le rein est puissant, la croupe longue et musclée, peu inclinée, souvent double et masquant les hanches, en particulier si eux le corps est trapu et épais. La queue, fournie, est attachée haut. Les crins sont soyeux. L'Augeron a « de la branche, du corps, de la longueur de hanche », mais il est quelquefois un peu décousu d'après Louis Moll et Eugène Gayot.
Si Jean-Henri Magne dit que ce cheval est porté « par des membres bien plantés et très solides », et si le standard les demande « puissants », pour Eugène Gayot, les membres de l'Augeron ne répondent pas toujours au volume de l'animal, ni ses allures à sa beauté. Genoux et jarrets sont larges et près de terre. Le canon est large et court, avec des paturons souples. Les fanons sont quasiment absents,. Les pieds doivent être bien développés, pour supporter le poids de l'animal.

### Robe
D'après Magne, la robe est le plus souvent « blanche ou grise ». Les robes grises ou noires sont admises par le standard de race.

### Tempérament et entretien
« Aussi intelligent que fort », le cheval Augeron peut présenter des différences en fonction de sa région d'origine exacte. Ceux qui viennent des rives de la Vire sont remarquables par leur force et leur sobriété : élevés dans des contrées moins fertiles, ils sont moins exigeants que ceux du Bessin et des riches vallées de Lisieux.
Ces chevaux sont élevés en extérieur toute l'année, l'hiver étant court et peu rigoureux.

## Utilisations
Jean-Henri Magne les qualifie d'« excellents chevaux ». De par ses aptitudes, l'Augeron est apprécié à l'attelage, particulièrement par les marchands, au gros transport à allures vives. Ces chevaux occupent souvent le brancard d'énormes voitures sur lesquelles sont transportés des blocs de pierre de taille de 10 000 kg à 15 000 kg, ils sont « aussi habiles à manœuvrer dans les tournants que solides pour résister aux secousses écrasantes de ces charges vraiment monstrueuses ».
Les éleveurs de chevaux Augerons font souvent labourer les champs par les poulains dans leur jeunesse, avant de les vendre au commerce ou à l'étranger,, en particulier les mâles. Ils gardent généralement les femelles pour l'élevage.
Par croisement avec des étalons Pur-sang et Bai de Cleveland, l'Augeron est à l'origine de la race du carrossier Anglo-normand de la plaine de Caen.

## Diffusion de l'élevage
L'Augeron est historiquement élevé dans le pays d'Auge, dont plusieurs cantons se trouvent dans le Calvados, son principal centre de production. Son élevage est relativement disséminé et s’étend jusque dans une partie des départements de l'Eure et de la Manche. Mais c’est notamment dans le Calvados qu’il est répandu, c’est-à-dire dans les vallées des arrondissements de Lisieux et de Pont-l'Évêque, mais aussi dans le Bessin, près de Livarot, de Falaise et de Caen. Sinon, on le trouve un peu dans l’Eure vers Bernay et Pont-Audemer,,. Autour de Caen, les éleveurs donnent la préférence au cheval de trait ou au cheval de selle en fonction de la rentabilité. L'élevage du cheval est facilité par le terrain d'alluvions, argileux et riche, permettant la pousse d'une herbe nutritive.
La race est mentionnée comme éteinte (statut « X ») sur l'évaluation de la FAO publiée en 2007. L'ouvrage de référence de CAB International (6e édition de 2020) référence la race comme éteinte, sous le nom d'« Augeron ».

#### Sources anciennes
- [Dechambre 1928] Paul Dechambre, Traité de zootechnie : Les équidés, vol. 2 de Traité de zootechnie, Librairie agricole de la maison rustique, 1928
- [Magne 1857] Jean Henri Magne, Hygiène vétérinaire appliquée : Étude de nos races d'animaux domestiques et des moyens de les améliorer, vol. I, Labe, 1857 (lire en ligne).
- [Maumené 1930] Albert Maumené, « Le cheval de trait Augeron, Percheron modifié », La vie à la campagne, vol. LXV,‎ 15 octobre 1930, p. 7 (lire en ligne)
- [Moll et Gayot 1861] Louis Moll et Eugène Nicolas Gayot, La connaissance générale du cheval : études de zootechnie pratique, avec un atlas de 160 pages et de 103 figures, Didot, 1861, 722 p. (lire en ligne).

#### Articles et études récentes
- [Hodiesne 2012] Jacques Hodiesne, « Le Trait Augeron », Le Pays d'Auge, no 1,‎ janvier - février 2012
- [Mavré 2004] Marcel Mavré, Attelages et attelées : un siècle d'utilisation du cheval de trait, France Agricole Éditions, 2004, 223 p. (ISBN 978-2-85557-115-7, présentation en ligne).